# Rudolf Schmidt (Fußballspieler)
Rudolf Schmidt  (* 27. September 1940; † 28. Juli 1966 in Inning am Ammersee) war ein deutscher Fußballspieler.

## Karriere

### STV Horst-Emscher
Rudolf Schmidt durchlief die Jugendstationen beim STV Horst-Emscher. Präzise belegbar hat er ab der Saison 1959/60 in der Ligaelf der Horster in der 2. Liga West gespielt. Ob er in der Abstiegssaison 1958/59 aus der Oberliga West bereits zu zwei oder einem Einsatz gekommen ist, oder Harry Schmidt (1951–59 mit 85 Spielen und 26 Toren) aufgelaufen ist, ist nicht mit Sicherheit zu klären. Der Nachwuchsstürmer erzielte in 30 Ligaspielen 19 Tore. Im letzten Jahr der seinerzeit erstklassigen Fußball-Oberliga West, 1962/63, spielte er mit den blau-schwarzen „Emscher Husaren“ unter Trainer Herbert Burdenski in der 2. Liga West und belegte mit dem STV Horst-Emscher an der Seite von Mitspielern wie Werner Jestremski, Manfred Otta und Günter Schwertfeger den vierten Rang. Schmidt hatte in 28 Ligaspielen sieben Tore erzielt. Insgesamt hat der Angreifer in der 2. Liga West von 1959 bis 1963 für den Verein 98 Ligaspiele absolviert und 39 Tore erzielt. Der schnelle und torgefährliche Stürmer kam in der ersten Saison der seinerzeit zweitklassigen Regionalliga West, 1963/64, in 37 Ligaspielen auf 13 Tore. Die „Elf“ vom Fürstenbergstadion belegte in der 20er-Staffel unter Trainer Herbert Burdenski den 15. Tabellenplatz und entging dem Abstieg nur aufgrund des besseren Torquotienten gegenüber der SpVgg Herten. Mit dem Einsatz am 10. Mai 1964 (38. Spieltag), bei der 0:1-Niederlage beim Vizemeister Wuppertaler SV, beendete der zumeist auf Linksaußen im seinerzeit praktizierten WM-System eingesetzte Angreifer seine Aktivität beim STV Horst-Emscher. Zur Saison 1964/65 wechselte er zum Meisterschaftszweiten der Vorsaison Meidericher SV.

### Meidericher SV
Neben Schmidt unterschrieben auch noch der Mittelfeldspieler Heinz van Haaren und der Stürmer Raul Tagliari einen neuen Vertrag bei den „Zebras“. Am 29. August 1964 (2. Spieltag) debütierte er in der unter Rudi Gutendorf trainierten Mannschaft in der Bundesliga. Beim 3:1-Sieg im Heimspiel gegen den 1. FC Kaiserslautern bildete er gemeinsam mit Horst Gecks, Werner Krämer, Heinz Versteeg und Heinz Höher den Angriff des Meidericher SV. Der Vorjahreszweite belegte nach dem 15. Spieltag mit 13:17 Punkten den 13. von 18. Tabellenplätzen. Am 2. März 1965 wurde Trainer Gutendorf entlassen; ihm folgte Willi Schmidt. Rudolf Schmidt bestritt 23 Punktspiele und erzielte vier Tore. In seiner zweiten Spielzeit für die „Zebras“, 1965/66, lernte Schmidt die Trainerarbeit von Hermann Eppenhoff und die Qualitäten des routinierten Angreifers Carl-Heinz Rühl kennen. Da sich noch die Nachwuchsspieler Michael Bella und Rüdiger Mielke in die Stammelf spielen konnten, langte es zum achten Platz in der Meisterschaft und zum Einzug in das DFB-Pokal-Finale. Am 18. Mai hatte Schmidt mit zwei Treffern wesentlichen Anteil am heimischen 4:3-Sieg im Halbfinale gegen den 1. FC Kaiserslautern und damit am Einzug in das Pokalendspiel. Mit der Angriffsbesetzung Rühl, Gecks, Mielke, van Haaren und Schmidt setzte sich der Meidericher SV durch. Am 28. Mai beendete der Meidericher SV die Saison mit einem 2:2-Unentschieden im Heimspiel gegen Hannover 96. Der zuvor erkrankte Werner „Eia“ Krämer kam anstelle von Gecks in der halbrechten Verbindung zum Einsatz. Da Schmidt zur neuen Saison 1966/67 einen Vertrag beim Finalgegner FC Bayern München unterschrieben hatte, wurde er vom Trainer wegen der Vermeidung eines Interessenkonflikts nicht am 4. Juni 1966 eingesetzt, an dem sich der FC Bayern München mit 4:2 durchsetzte. Für den Meidericher SV absolvierte er in zwei Spielzeiten 49 Punktspiele und erzielte sieben Tore.

### FC Bayern München
Der Wechsel zum FC Bayern war vertraglich vor dem Saisonauftakt zustande gekommen, doch für die Mannschaft bestritt Schmidt kein Spiel, da er während eines Trainingslagers am Ammersee bei einem Verkehrsunfall mit seinem designierten Mitspieler Dieter Koulmann, der den Unfall schwer verletzt überlebte, tödlich verunglückte.